# Івета Радічова
Іве́та Радічова (словац. Iveta Radičová; 7 грудня 1956, Братислава) — політик, член партії СДКУ-ДС, колишній (з 8 липня 2010 до 4 квітня 2012 року) прем'єр-міністр Словаччини, за фахом соціолог, професор.
- 2005—2006 роки працювала міністром праці, соціальних справ та родини.
- 2009 року неуспішно змагалася у виборах за посаду президента, коли переміг Іван Гашпарович.
- 2012 року — Партія Івети Радічової програла позачергові парламентські вибори, на яких здобула усього 11 мандатів зі 180.

## Кар'єра
- 1979 року — закінчила Філософічний факультет Університету ім. Коменського в Братиславі, спеціальність соціологія
- 1979 — 1989 роки - Соціологічний інститут Словацької академії наук
- 1990 — 1993 роки - Кафедра Соціології Філософічного факультету Університету ім. Коменського в Братиславі
- 1993 — 1997 роки - Academia Istropolitana, заступник директора
- 1997 рік — здобула звання доцент
- 1992 — 2005 роки - директор S.P.A.C.E. — Центр аналітики соціальної політики, Братислава
- 1997 — 2005 роки - Кафедра політології Філософічного факультету Університету Коменського в Братиславі
- 2005 року — здобула вчене звання професор (соціології)
- 2005 року — директор Соціологічного інституту Словацької академії наук

## Сім'я
Івета Радічова — вдова, — її чоловіком був гуморист Стано Радіч. З дочкою Евою живе в селі Нова Дедінка, окрес Сенец. З 2006 по 2009 рік жила з другом Яном Ріапошом.

## Уряд Івети Радічової
- Ян Фіґель
- Рудолф Хмел
- Іван Міклош
- Ян Мігал
- Юрай Мішков
- Даніел Крайцер
- Любомір Ґалко
- Жолт Сімон
- Луціа Жітнянска
- Еуґен Южіца
- Даніел Ліпшіц
- Іван Угліарік
- Мікулаш Дзурінда